# Tenagobia constricta
Tenagobia constricta är en insektsart som beskrevs av Deay 1930. Tenagobia constricta ingår i släktet Tenagobia och familjen buksimmare. Inga underarter finns listade i Catalogue of Life.